# Gehoekte boogbladroller
De gehoekte boogbladroller (Acleris rhombana) is een vlinder uit de familie van de bladrollers (Tortricidae). De spanwijdte van de vlinder bedraagt tussen de 14 en 18 millimeter.

## Beschrijving
De imago heeft een variabel uiterlijk, maar is desondanks goed te herkennen aan de voorvleugel met licht gele of rozige ondergrond en een roestkleurig rasterwerk van rechthoeken en de spitse hoekpunten. De donkere vlekken op de voorvleugel variëren sterk. De achtervleugel is witgekleurd.
De soort overwintert als ei.
Als waardplanten heeft de gehoekte boogbladroller allerlei bomen en struiken, zoals meidoorn, appel, peer, Prunus en roos.
De gehoekte boogbladroller komt verspreid over het Palearctisch gebied voor. In Nederland en België is het een niet zo algemene soort. De gehoekte boogbladroller vliegt van juni tot in november, met de nadruk op de periode van augustus tot halverwege oktober.